# Stenodryas apicalis
Stenodryas apicalis là một loài bọ cánh cứng trong họ Cerambycidae.